# Komitat Udvarhely
Das Komitat Udvarhely [ˈudvɒrhɛj] (deutsch selten auch Komitat Oderhellen; ungarisch Udvarhely vármegye, rumänisch Comitatul Odorhei) war eine Verwaltungseinheit im Osten des Königreichs Ungarn. Verwaltungssitz war Székelyudvarhely.
Sein Gebiet liegt heute größtenteils im Kreis Harghita in Zentralrumänien.

## Geographie

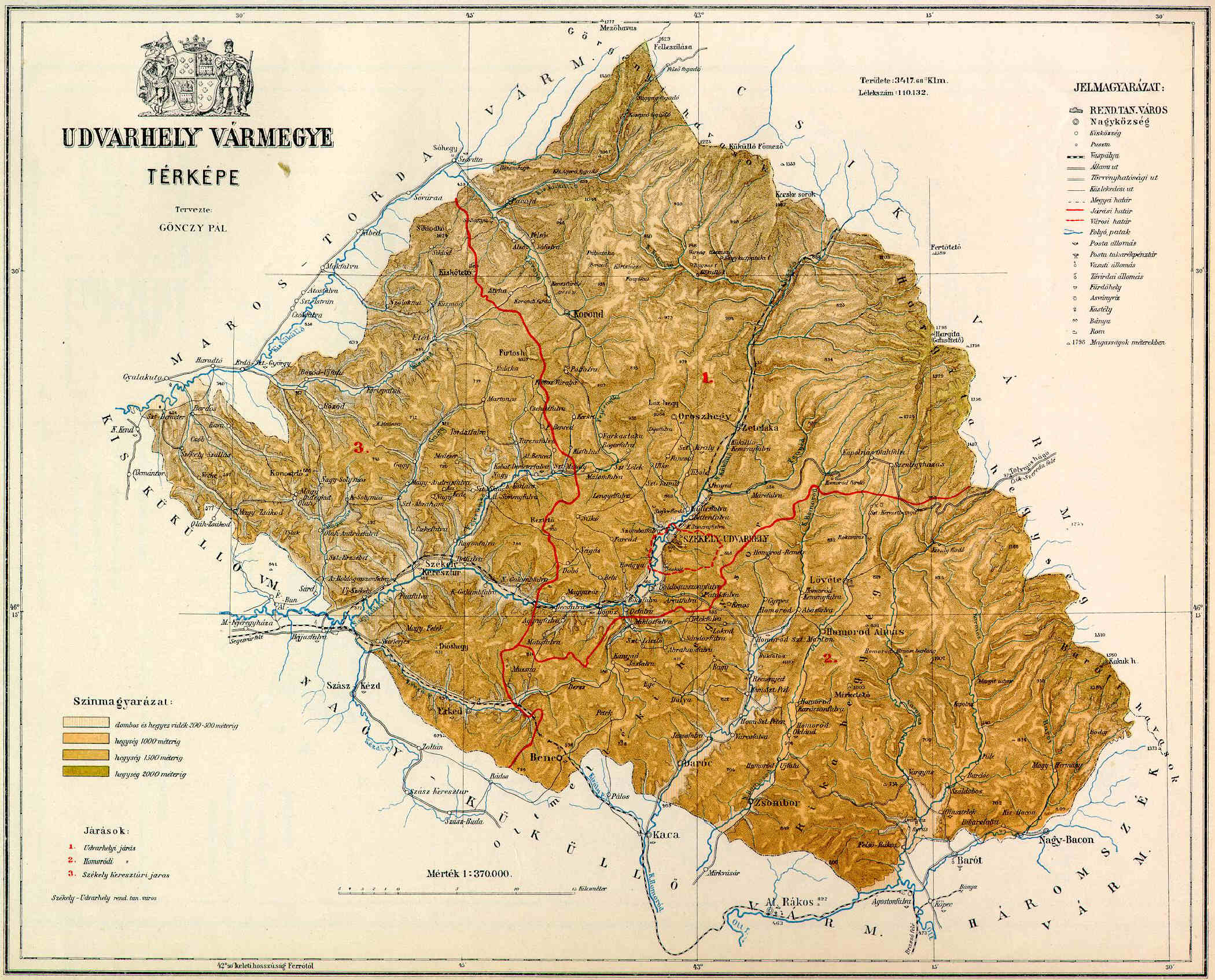
Karte des Komitats Udvarhely um 1890

Das Komitat Udvarhely grenzte an die Komitate Maros-Torda, Csík, Háromszék, Groß-Kokelburg (Nagy-Küküllő) und Klein-Kokelburg (Kis-Küküllő). Durch das Komitat fließt der Große Kokel (heute rumänisch Târnava Mare), ansonsten ist die Gespanschaft durch die Ausläufer des Harghita-Gebirge stark gebirgig.

## Geschichte
Das Komitat Udvarhely wurde durch die Komitatsreform 1876 aus dem bis dahin bestehenden Szeklerstuhl Udvarhelyszék des Szeklerlandes gebildet. 1920 wurde es dann unter dem Namen Odorhei Teil Rumäniens, kam 1940 bis 1945 für kurze Zeit aufgrund des Zweiten Wiener Schiedsspruchs wieder unter ungarische Verwaltung und ist seit 1960 auf die drei rumänischen Kreise Harghita, Mureș (ein kleiner Teil im Westen) und Covasna (ein kleiner Teil im Südosten) aufgeteilt.

## Bezirksunterteilung

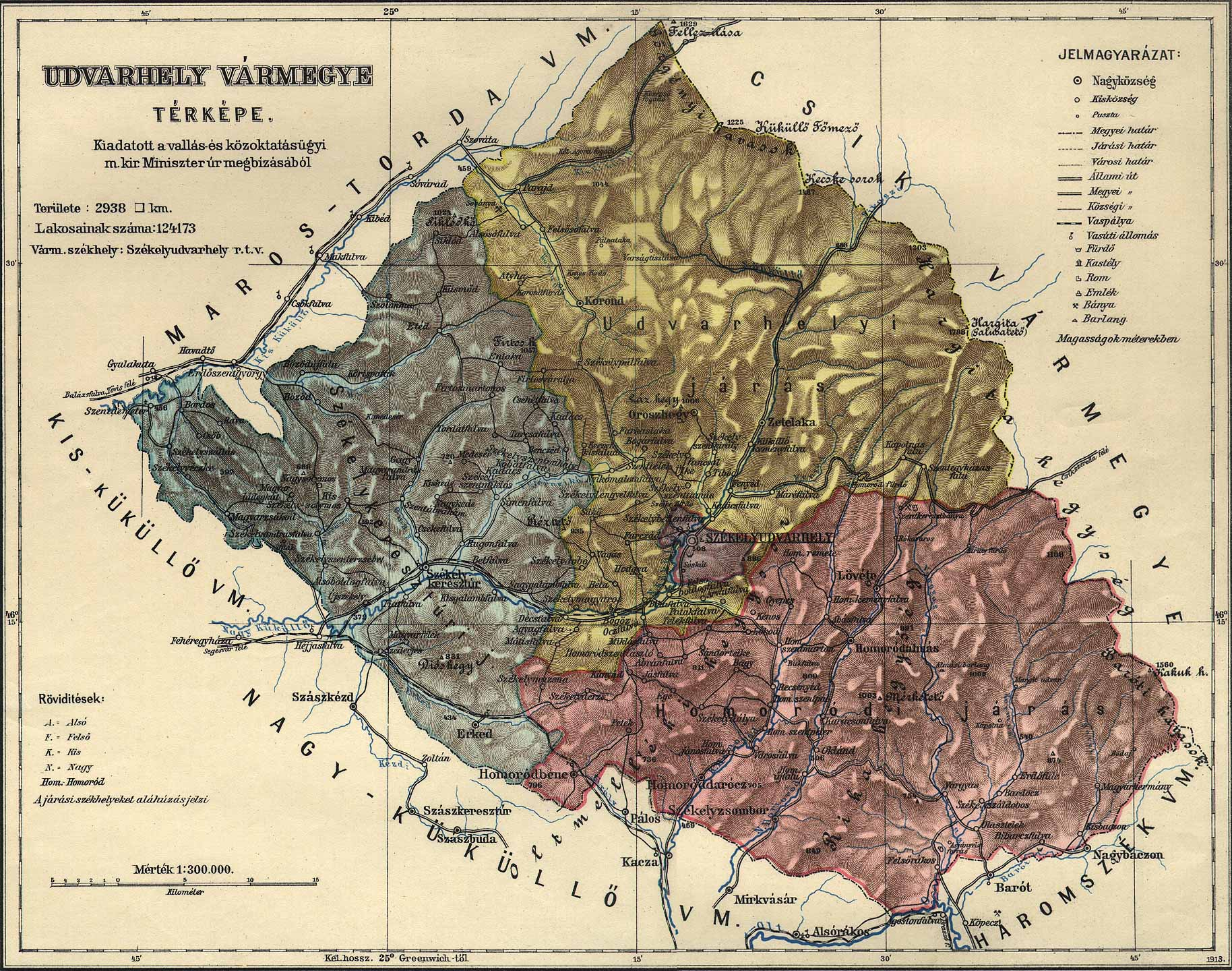
Administrative Karte, noch ohne Stuhlbezirk Parajd

Das Komitat bestand im frühen 20. Jahrhundert aus folgenden Stuhlbezirken (nach dem Namen des Verwaltungssitzes benannt):
| Stuhlbezirke (járások)                    | Stuhlbezirke (járások)                    |
| Stuhlbezirk                               | Verwaltungssitz                           |
| ----------------------------------------- | ----------------------------------------- |
| Homoród, heute Homorod                    | Oklánd, heute Ocland                      |
| Parajd (seit 1910)                        | Parajd, heute Praid                       |
| Székelykeresztúr                          | Székelykeresztúr, heute Cristuru Secuiesc |
| Udvarhely                                 | Székelyudvarhely, heute Odorheiu Secuiesc |
| Stadtbezirke (rendezett tanácsú város)    |                                           |
| Székelyudvarhely, heute Odorheiu Secuiesc |                                           |

Alle genannten Orte liegen im heutigen Rumänien.